# Liste deutscher Helikopterunternehmen
In dieser Liste werden relevante deutsche Helikopterunternehmen aufgelistet.
| Helikopterunternehmen                    | ICAO | Rufzeichen                    | Geschäftsbereiche | Bemerkungen                                           |
| ---------------------------------------- | ---- | ----------------------------- | --- | ----------------------------------------------------- |
| ADAC Heliservice                         |      | Heliservice Luftfahrt Technik | - Wartung - Instandsetzung - Aufrüstung - Ersatzteilverkauf - EASA Part-145 zertifizierter Instandhaltungsbetrieb - EASA Part-21 zertifizierter Entwicklungsbetrieb | heliservice.adac.de (ehemalig ADAC Luftfahrt Technik) |
| ADAC Luftrettung                         |      |                               | | luftrettung.adac.de                                   |
| Aerohelo International GmbH & Co. KG     |      |                               | | www.aeroheli.de                                       |
| Agrarflug Helilift GmbH                  | AIW  | AIRWOLF                       | | www.agrarflug-helilift.com                            |
| Air Lloyd Flight Services GmbH           | ALF  | AIR LLOYD                     | - Charter - Flugschule - Fracht- & Lastenflüge - Heiraten im Hubschrauber - Personenbeförderung - Rundflüge - TV/Film- und Fotoaufnahmen - Verkauf von Hubschraubern - Überwachungsflüge (Hochspannung & Pipeline) | www.airlloyd.de                                       |
| Air Lloyd Aerotechnics GmbH              |      |                               | - Wartung - Instandsetzung - Aufrüstung - Ersatzteilverkauf - EASA Part-145 zertifizierter Instandhaltungsbetrieb | www.airlloyd-aerotechnics.de                          |
| BHF Bodensee-Helikopter                  | BHF  |                               | | www.bodensee-helicopter.de                            |
| BHS Aviation                             | DCS  | TWIN STAR                     | - VIP Helikopter Charter - Personenflüge | https://bhs-aviation.com/ Kooperation mit DC Aviation |
| DHD Heliservice GmbH                     |      |                               | | www.dhd-heliservice.com                               |
| DL Helicopter GmbH                       |      |                               | | www.dlhelicopter.com                                  |
| DRF Luftrettung                          | AMB  | CIVIL AIR AMBULANCE           | | www.drf-luftrettung.de                                |
| FJS Helikopter                           | FJS  |                               | | www.fjs-helicopter.de                                 |
| Flying Emotions GmbH                     |      |                               | | www.flyingemotions.de                                 |
| Global Helicopter Service GmbH           |      |                               | - Hubschrauberflüge VFR/IFR/NVIS (Fracht- und Passagiertransporte) - Medizinische Versorgungsflüge - Außenlastflüge - Hubschrauberwindenbetrieb (HHO) - Transport gefährlicher Güter (Dangerous goods) - Fire Fighting - ATO Flugschule (Type Ratings Bell 212/412, AS332/H225) - Kontrollflüge - Charterflüge - VIP-Transferflüge - Aircraft Management (CAMO) - Hubschrauberwartung- und Reparatur (EASA Part 145) | www.global-helicopter-service.com                     |
| Heliflieger Deutschland GmbH             |      |                               | - Hubschrauber Rundflüge - Geschenk-Gutscheine - Heli selber steuern - Pilotenausbildung - Charter - Transporte - Rundflug-Veranstaltungen - Firmen-Events - Foto- / Film-Flüge - Heiratsanträge - Hochzeitsflüge | www.heliflieger.com                                   |
| Heli-Flight GmbH & Co. KG                |      |                               | | www.heli-flight.de                                    |
| Heli NRW GmbH                            |      |                               | - Flugschule PPL-H, CPL-H, ATPL-H - Type Rating (Robinson R44, Schweizer 300, Guimbal G2) - Rundflüge - Foto- & Filmflüge - Kontrollflüge - Hubschrauberflüge - Charterflüge - Eventflüge - Fracht- & Expressflüge - Außenlastflüge - VIP-Transferflüge - Firmenveranstaltungen, Events mit Hubschraubern - Hochzeitsflüge                                                                                           | www.heli-nrw.de                                       |
| Heli Service International GmbH          | HSI  | HELISERVICE                   | - Personenflüge - Frachtflüge - Helicopter Hoist Operations - Helicopter Hoist Operations Passenger Training - Werft (EASA Part-145 Wartungsbetrieb) | www.heliservice.de                                    |
| Heli Transair EAS GmbH                   | HTA  |                               | - Flugschule - Simulatortraining - Frachtflüge - Personenflüge - Rundflüge und Hubschrauber-Events - Werft (EASA Part-145 Wartungsbetrieb) - Charter - Vertrieb Guimbal Cabri G2 | www.helitransair.com                                  |
| Heliseven GmbH                           |      |                               | - Flugschule ATPL-H, CPL-H, PPL-H, MCC, IR, - Simulatorausbildung - Überwachungsflüge (Hochspannung & Pipeline) - Aussenlasten und Transporte - Fire-Fighting und Schulung - Rundflüge - Fracht- und Transportflüge - Firmenveranstaltungen, Events mit Hubschrauber - Hochzeitsflüge - Charter - Verkauf eigener Hubschrauber und im Auftrag - Aircraft Management (CAMO) R22, R44, AS350, EC135, EC145, EC155,     | www.heliseven.de                                      |
| Helix Fluggesellschaft mbH               |      |                               | | www.helixcopter.de                                    |
| HHS Hanseatic Helicopter Service GmbH    | HHS  |                               | - Luftfahrtunternehmen - Flugschule - Taxiflüge - Frachtflüge - Aussenlastflüge - Rundflüge - Filmflüge - Fotoflüge - Kontrollflüge | www.hanseatic-helicopter.de                           |
| HTC Helicopter                           | HTC  |                               | | www.htc-helicopter.de                                 |
| HTM Helicopter Travel Munich GmbH        | HTM  |                               | | www.helitravel.de                                     |
| Johanniter Luftrettung                   |      |                               | | www.johanniter-luftrettung.de                         |
| Kayfly GmbH                              |      |                               | | www.kayfly.de                                         |
| KMN koopmann helicopter GmbH             |      |                               | | www.kmn-helicopter.de                                 |
| Meravo-Luftreederei Fluggesellschaft mbH |      |                               | - Luftfahrtunternehmen - Flugschule - Taxiflüge - Frachtflüge - Aussenlastflüge - Rundflüge - Filmflüge - Fotoflüge - Kontrollflüge - Charterflüge | www.meravo.de                                         |
| MHS Helicopter Flugservice               | MHS  |                               | | www.mhs-aviation.de                                   |
| Northern HeliCopter GmbH                 |      |                               | | www.northernhelicopter.de                             |
| Revierheli                               |      |                               | - Rundflüge - Hochzeitsflüge - Geschäftsflüge - VIP-Transfer - Filmflüge - Fotoflüge - Fracht- & Expressflüge - Eventflüge - Kontrollflüge - Aussenlastflüge | www.revierheli.de                                     |
| Rotorflug                                |      |                               | | www.rotorflug.com                                     |
| Spezialflug Berlin Hubschrauberdienst    | SBY  |                               | | www.spezialflug.com                                   |